# Bairro Alto

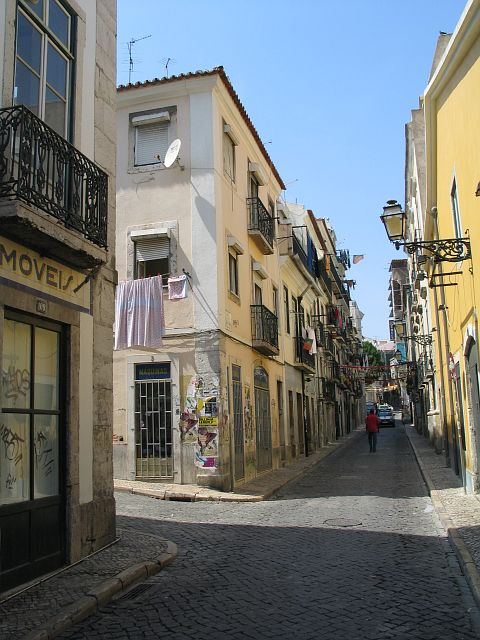
Een straatje in Bairro Alto.

Bairro Alto (Boven(ste) Wijk of Hoge Wijk) is een wijk in het centrum van Lissabon. De wijk dateert uit de 16e eeuw en ligt op een heuvel. Bairro Alto ligt boven de zakenwijk Baixa. Het gebied staat vooral bekend als winkel- en uitgaansgebied. In Bairro Alto zijn vele kleine cafés te vinden, waar ook veel fado wordt gespeeld. De wijk stond voor de jaren 90 bekend als verpauperd, maar kreeg daarna een opknapbeurt.